# West Coast Main Line
West Coast Main Line – linia kolejowa o mieszanym przeznaczeniu w Wielkiej Brytanii. Zapewnia szybkie, długodystansowe przewozy pasażerskie między Londynem, regionami West Midlands, North West England, północną Walią i południową Szkocją.
Linia ma długość 641,6 km i prowadzi z London Euston do Glasgow Central przez Watford Junction, Milton Keynes, Rugby, Nuneaton, Stafford, Crewe, Warrington, Wigan, Preston, Lancaster, Oxenholme, Penrith, Carlisle i Motherwell.